# Histiotus humboldti
Histiotus humboldti — вид ссавців родини лиликових. 

## Проживання, поведінка
Країна поширення: Колумбія, Венесуела. Цей кажан виключно комахоїдний. Живе в хмарних лісах, парамо і літає на відкритих просторах.

## Загрози та охорона
Не відомі.